# 糖尿病昏迷
糖尿病昏迷为一种常见的内科急症,只有通过准确且有效的治疗才能让患者及时康复，相反，若不及时抢救亲者脑部缺氧瘫痪及会诱发各种并发症以至患者死亡。

## 糖尿病昏迷诊断
其确诊依赖于患者病史、临床症状体征表现及血糖化验，单纯靠症状和体征容易和许多其他疾病混淆，并且糖尿病昏迷多发生于老年人身上，这与老年人代谢与器官功能特点有关。

## 糖尿病昏迷类型
常常伴随两种情况，一种是高血糖昏迷，另一种是低血糖昏迷。